# 론리 플래닛

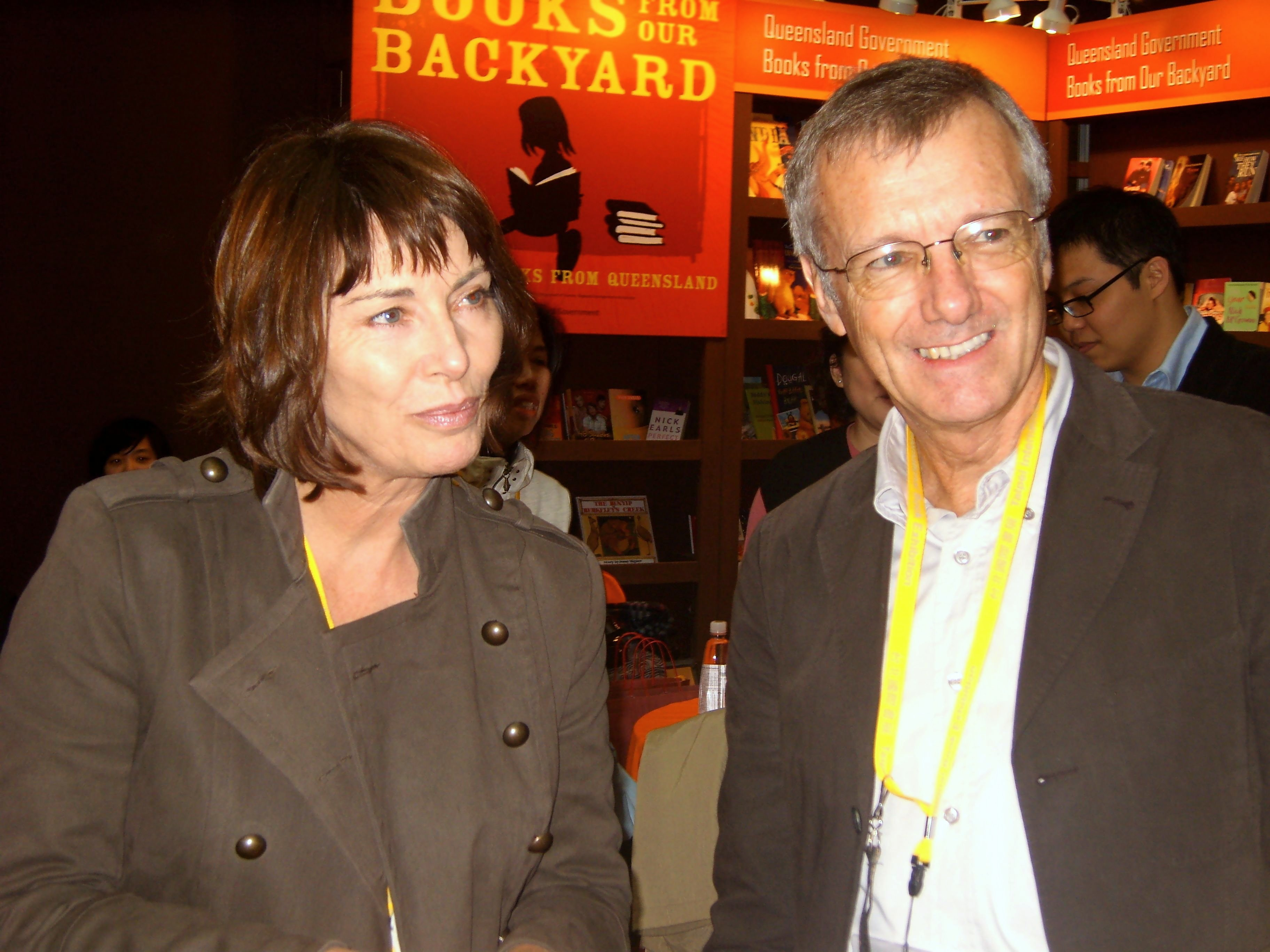
토니-휠러 부부.

론리플래닛 출판사(Lonely Planet Publications; Lonley Planet, LP)는 세계에서 가장 큰 독립 여행 안내서 출판사이다. 토니 휠러 부부가 시작했으며, 지금은 수많은 여행작가들이 참여하고 있다.
론리플래닛은 배낭여행자들과 저예산 여행자들에게 가장 인기있는 여행 안내서로 여겨지는데, 이에는 론리플래닛의 오랜 역사가 한 몫을 했다.
2004년 기준으로 론리플래닛은 총 118개국 650여 권의 여행 안내서를 판매하고 있으며, 영어로 된 여행서 시장의 25%에 해당하는 연간 6백만 권의 책을 판매한다. 론리플래닛은 TV 제작사인 론리플래닛 텔레비전(Lonley Planet Television)도 소유하고 있는데, 3개의 시리즈 물(Lonely Planet Six Degrees, The Sport Traveller, Vintage New Zealand)을 제작했다.

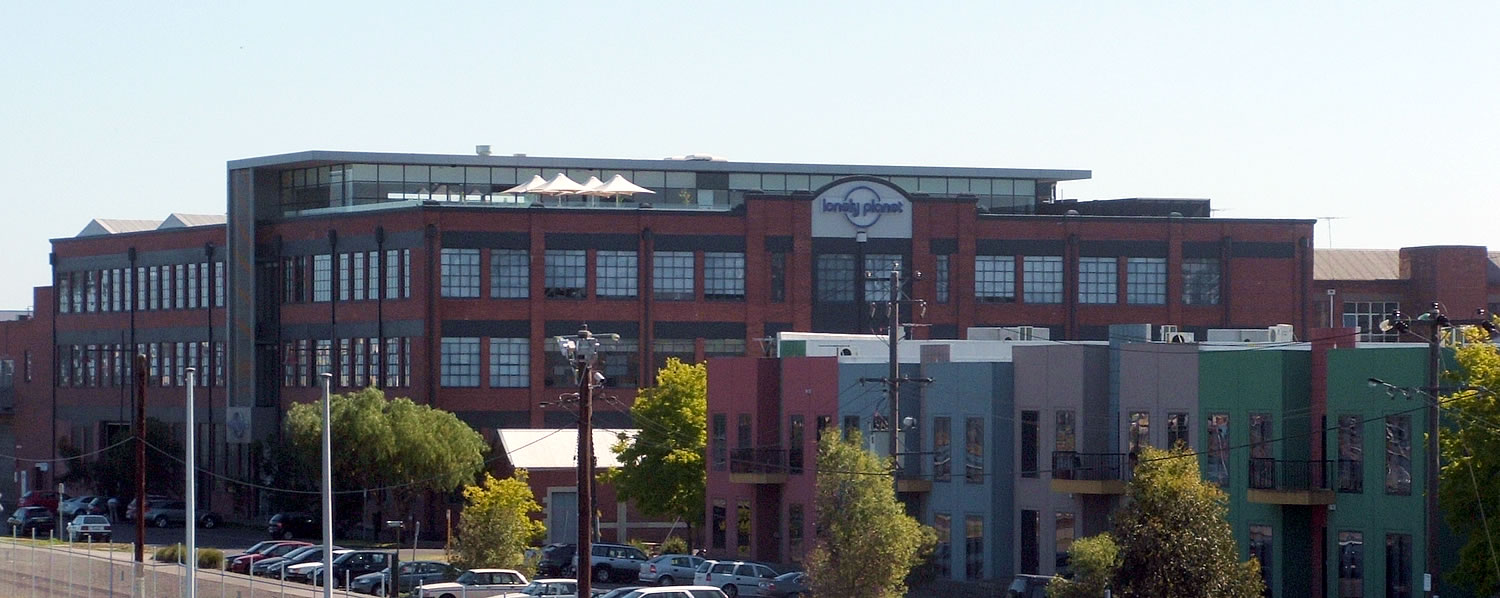
오스트레일리아의 멜버른 외곽에 있는 풋스크레이에 론리플래닛 본부.

론리플래닛은 현재 오스트레일리아의 멜버른 외곽에 있는 풋스크레이에 본부를 두고 있다.
2007년 영국의 공영 방송사 비비씨(BBC)는 론리플래닛 주식의 75%를 인수하면서 론리 플래닛의 대주주가 되었다.
2011년 2월 비비씨(BBC)는 잔여 지분 25%를 인수해 론리 플래닛의 소유주가 되었다.
2004년 아시아 진출을 선언하며 일본어판, 한국어판이 나왔고, 2006년부터는 중국어판을 발행하기 시작했다. 한국어 번역판의 출판권자인 안그라픽스는 중국, 네팔, 인도, 필리핀, 스페인&포르투갈 등의 가이드북 시리즈를 발행 중이며, 2010년 신간인 디스커버 시리즈 일본, 유럽, 이탈리아, 태국을 영문판과 동시 출간 형식으로 발행했다.

## 론리플래닛 매거진 코리아
2008년 비비씨(BBC)는 론리플래닛과 함께 여행 잡지인 론리플래닛 매거진(Lonely Planet Magazine)을 창간했다. 현재 영국, 프랑스, 인도, 브라질, 필리핀, 한국 등 10여개 국가에서 동시 발행되는 글로벌 미디어이다.
2010년 1월 론리플래닛 매거진은 서울을 세계 최악의 도시 3위에 선정했다.하지만 전체조사에서 50명도 참여하지 않았고, 2명만 최악의 도시로 뽑은 결과인 만큼 논란이 있다. 현재 페이지는 폐쇄되었다.
2011년 3월 론리플래닛 한국어 번역판 출판권자인 안그라픽스가 론리플래닛 매거진 코리아를 창간했다.

## 같이 보기
- 안그라픽스